# Hamburgkulturen

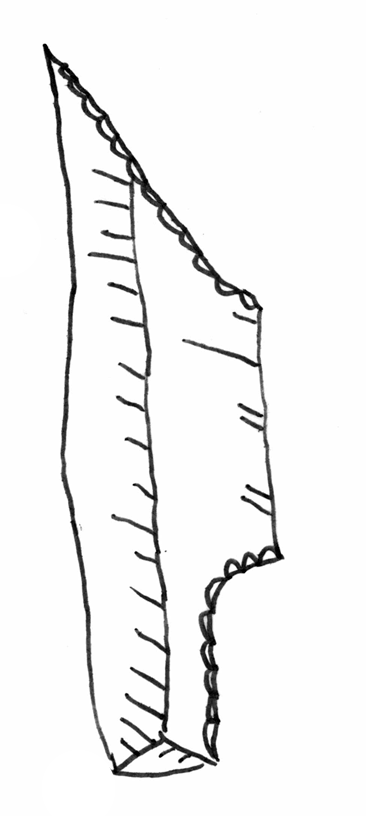
En spjutspets (kerbspitze) av Hamburgtyp.

Hamburgkulturen är en senpaleolitisk renjägarkultur på tundran i nordvästra Europa, som existerade mellan 13000 och 12000 f.Kr. Den är känd bland annat från Tyskland och södra Danmark. Hamburgkulturens utbredningsområde sträcker sig från Frankrike i sydväst till trakten omkring Oder i öster. Hamburgkulturen har fått sitt namn efter Hamburg i närheten av en boplats vid Meiendorf i Holstein. Meiendorf utgrävdes 1933–1934 av Alfred Rust.
Hamburgkulturen var tillsammans med Creswellkulturen i England en efterföljare till Magdalénienkulturen och hör samman med dessa samt Federmesserkulturen, Brommekulturen och Ahrensburgkulturen till gruppen av tundrajägarkulturer. Senare följde skogsjägarkulturerna Maglemosekulturen i Skandinavien, Tyskland och sydöstra England och Kundakulturen i Baltikum. Tundrajägarkulturerna indelas i en äldre och en yngre fas.

## Sammanfattande beskrivning
Boplatserna är oftast säsongsboplatser, det vill säga jaktboplatser där befolkningen jagade mestadels ren, men undantagsvis vildhäst, hare, räv och fåglar. Bosättningarna har legat i nära anslutning till inlandsisens rand och jägarbefolkningen har haft ett bistert klimat att leva i på tundran, vilket liknar de boplatser som beboddes av eskimåer på Grönland i slutet av 1800-talet. Kulturen kan härstamma från flera andra kulturer i Europa. Geografiskt sett är förbindelser med Magdalénienkulturen troligast, men det finns fynd som knyter an till östra Europa. Ledartefakter för kulturen är Kerbspitzen och Zinken. Hamburgkulturen har möjligen utvecklats till brommekulturen och därefter ahrensburgkulturen som spred sig in i Sverige och Norge.
| Period                   | Äldre Hamburgkultur       | Yngre Hamburgkultur       | Federmesserkultur            | Brommekultur              | Ahrensburgkultur          |
| ------------------------ | ------------------------- | ------------------------- | ---------------------------- | ------------------------- | ------------------------- |
| Tidsrum                  | ca.12.800-ca.12.500 f.Kr. | ca.12.500-ca.12.000 f.Kr. | ca.12.000-ca.11.200 f.Kr.    | ca.11.800-ca.10.500 f.Kr. | ca.10.500-ca.9.000 f.Kr.  |
| Klimatperiod             | Äldsta Dryas, Bölling     | Bölling                   | Äldre Dryas, Allerødtid      | Allerød                   | Yngre Dryas               |
| Plantevækst              | tundra                    | parktundra                | tundra                       | parktundra                | tundra                    |
| Djurliv främsta jaktbyte | ren                       | ren                       | ren                          | ren, älg, jättehjort      | ren                       |
| Typredskap               | kerbspitzen               | Havelte skafttungespetsar | ryggspetsars, wehlen-skrapor | stora skafttungepilar     | zonhovenspetsar           |
| Typlokalitet             | Meiendorf                 | Slotseng                  | Slotseng                     | Bromme                    | Sølbjerg                  |
| Svenska fyndplatser      | Inga                      | Mölleröd vid Finjasjön    | Inga                         | Segebro Finjasjön         | Öbacken Hensbackakulturen |
| Norska fyndplatser       |                           |                           |                              |                           | Galta 3                   |

## Äldre Hamburgkultur

### Klimat och levnadsvillkor

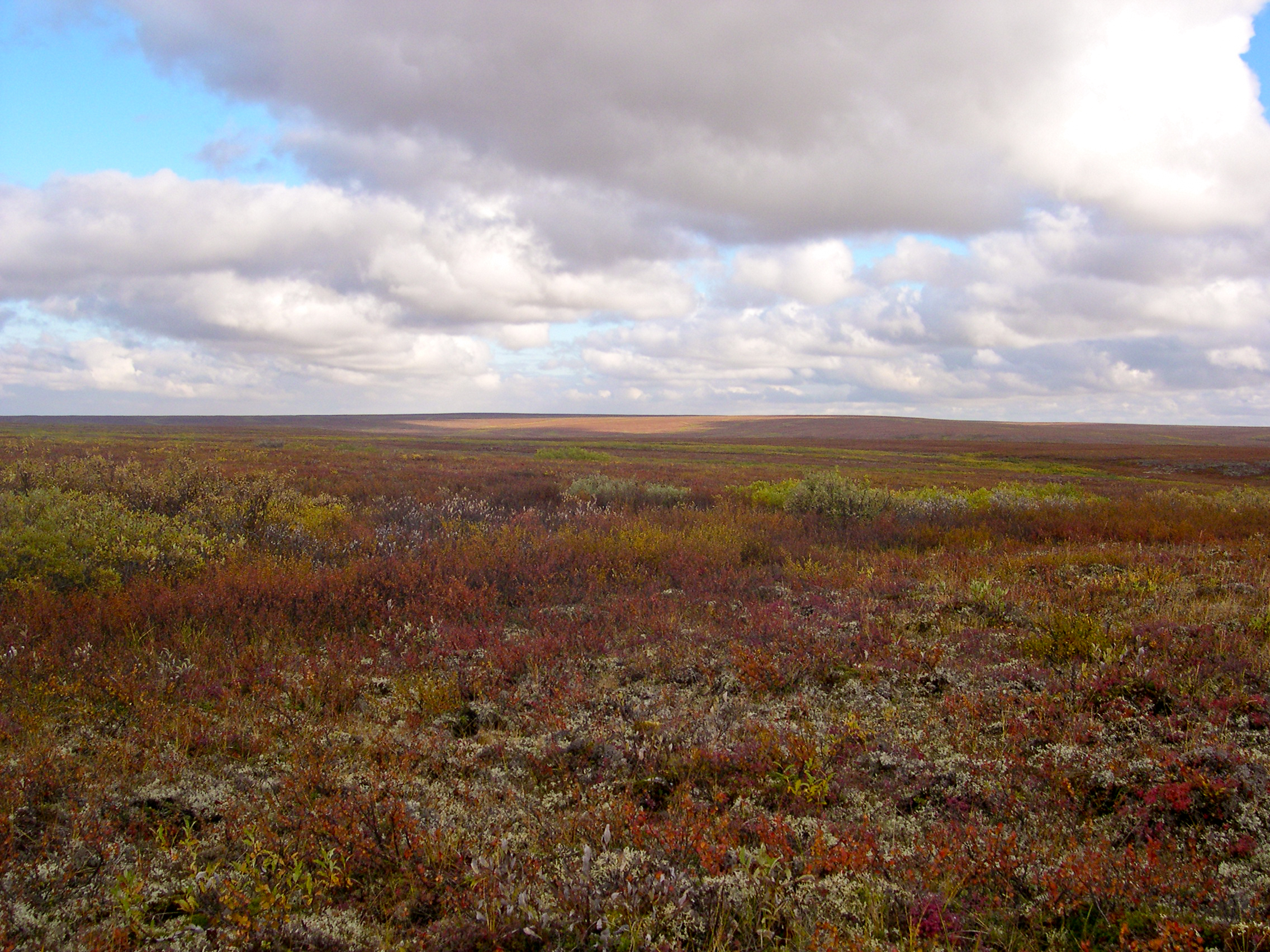
Tundra i Ryssland. Så kan det ha sett ut i södra Skandinavien i sista delen av äldsta dryas.

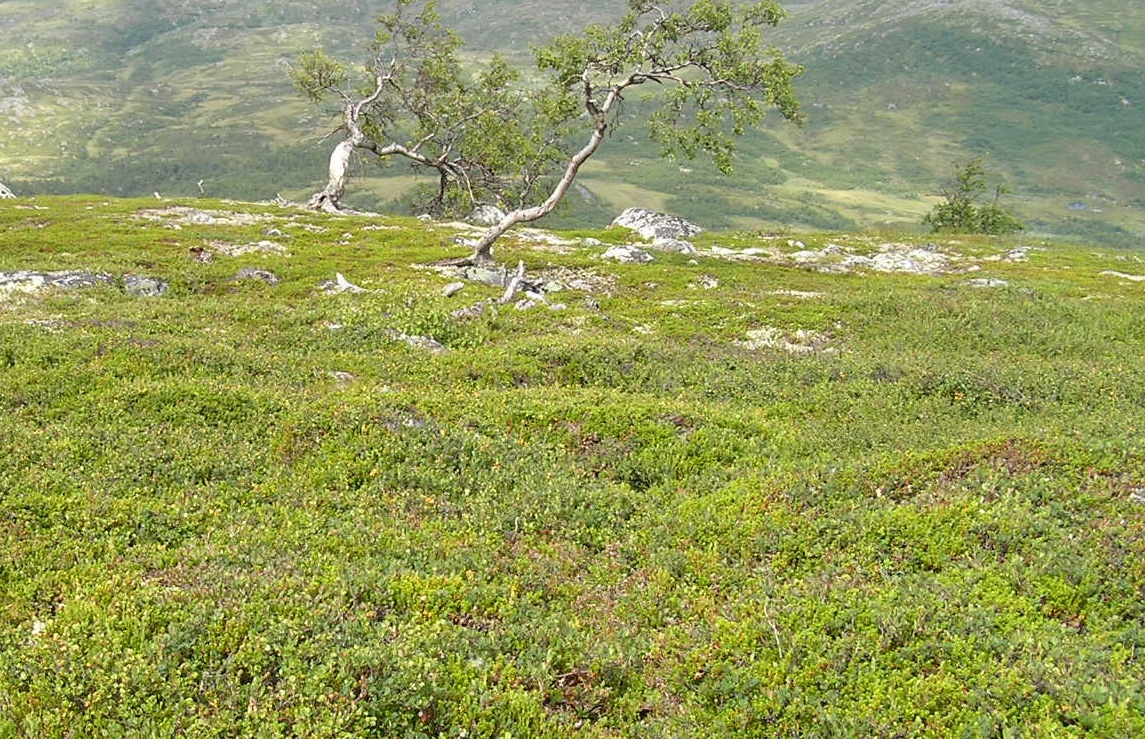
Tundra på Hardangervidda. Så kan det ha sett ut i södra Skandinavien under Bölling.

Omkring 13 500 f.Kr. hade inlandsisen, som hade täckt hela det skandinaviska området bortsett från sydvästra Jylland, smält bort från hela den sydligaste delen av detta område så att isranden nu låg i norra Skåne. Genomsnittstemperaturen i juli nådde 8-9 °C. Tiden kallas för äldsta Dryas. Det isbefriade landet blev snabbt en parktundra, och beväxtes med gräs, örter, ljung och padderokker, och buskvegetation av dvärgbjörk, salix och enbärbuskar. Det djurliv, som befolkade tundran, omfattade de sista mammutarna, varg och järv. Under den första tiden var det  tal om ett nästan sammanhängande fastland, som sträckte sig från England i väst till den Baltiska Issjön i öster.

### Spridning och ursprung
Under denna tidiga fas etablerades Hamburgkulturen troligen som en vidareutveckling av Madelenkulturen i det nordeuropeiska låglandet. En boplats med inslag  av båda kulturerna är känd från Schweskau, Landkrets Lüchow-Dannenberg  i Niedersachsen. Boplatsen ligger vid en dåtida sjö nära en biflod till Elbe. Det är påfallande ofta så att boplatserna från den tidiga fasen av Hamburgkulturen ligger i närheten av vattendrag som rinner upp i Magdalénienkulturens område: Oder, Elbe, Weser, Ems, Rhen och Maas. För samma sak talar att den samtidiga och motsvarande Creswellkulturen i England och Wales ligger i anslutning till det flodsystem, som i sista tiden av istiden förband Themsen som en dåtida biflod till  Rhen. Det är därför troligt att Hamburgjägarna följde floddalarna då de spred sig norrut i Europa. Det är också lämpligt med tanke på deras jaktteknik.

### Levnadssätt

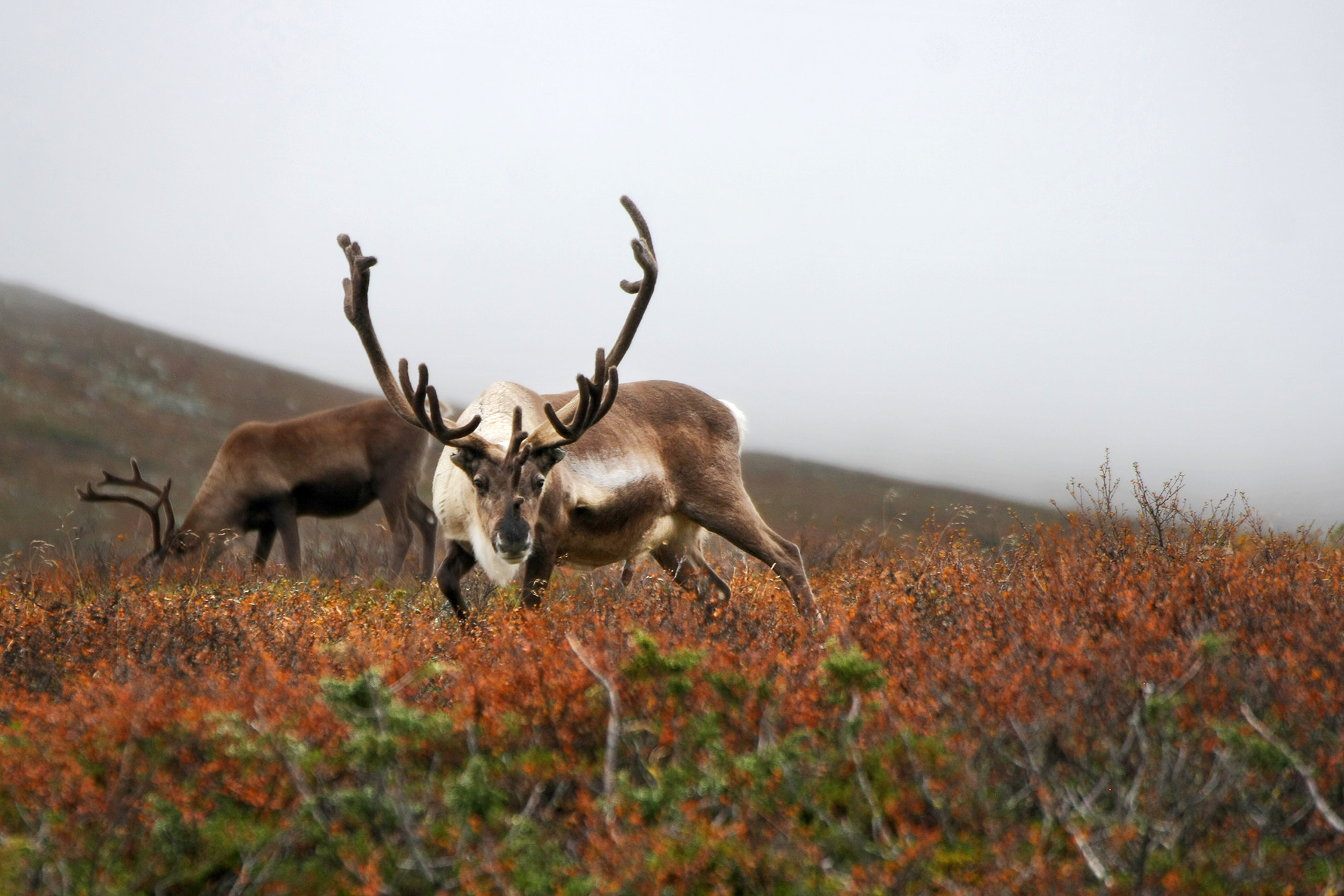
Renar betar på tundran.

Hamburgkulturen har varit utpräglade renjägare. Deras tillvaro kretsade i allt väsentligt om renhjordarna, deras levnadsvanor och de resurser som renen kunde ge underlag för. Renen var och är fortsatt anpassad för ett liv på tundran. Tundran levererade den lav, som tillsammans med gräs och örter utgjorde renen viktigaste föda. . Deras päls är tjock och tät och den ihåliga hårstråna beskyddar  bra mot både kyla, stormväder, snö och regn. Renen är ett utpräglat nomaddjur. De kan röra sig med en fart av 70 km i timmen, och renhjordar tillryggalägger lätt 30 km per dag. På årsbasis kan renarnas vandringar vara 240 mil. Renarna rör sig i  säsongsvandringar för att säkra att de inte betar sina födoplatser för hårt. Renar är goda simmare och kan därför passera sjöar och floder på deras väg. Jägarna följde inte renarna på vandringen utan Hamburgkulturens jägare följde en annan strategi, de la sina jaktboplatser på ställen som renarna passerade på dessa vandringar, och som dessutom inskränkte rörelsemöjligheten för hjordarna, typiska platser var  dalgångar. En sådan typisk boplats fanns vid Ahrensburg  i en tunneldal i Holstein. Från boplatsen Meiendorf vet vi att Hamburgkulturens jägare förutom renar också nedlade fåglar som ripor, änder och gäss. Förmodligen samlade de också fågelägg och använde fisk och växter som komplement i kosten. Det är oklart var och på vilket sätt Hamburgkulturens innevånare levde den tid de inte jagade ren.

### Boplatser
Mer än 50  boplatser är kända från äldre Hamburgkultur, den största ansamlingen finns omkring tunneldalen vid Ahrensburg i södra Holstein. Mest kända av dessa är Ahrensburg, Borneck, Hasewisch, Meiendorf, Poggenwisch, Stellmoor och Teltwisch. Det finns inga säkra vittnesbörd om, att Hamburgkulturen i den äldre fasen har utsträckt bosättningarna till det sydskandinaviska området. Lösfynd av en pilspets från Bjerlev Hede i Danmark antyder möjligen enstaka strövtåg – eller att ett skadeskjutet djur tog sig till platsen.

### Råvaror, vapen, redskap och jaktmetoder
De två livsviktiga råvarorna för Hamburgkulturen  var renar och flinta. Renen försåg människorna med kött och benmärg, dessutom hudar till skinn och pälsar för kläder och tält, hornkronor och ben till redskap. Av ben kunde man koka lim och av senor kunde man göra rep. En fullvuxen ren väger 70-160 kg, och kan föda en familj under en längre tid. Alla delar av renen togs tillvara och utnyttjades för olika ändamål, till exempel åt man maginnehållet som var en vitaminkälla.
Hamburgkulturens jaktvapen var kastspjut med en karaktäristisk spjutspets, kerbspitze (tyska, se bilden). Kännetecknande för denna är, att spetsen är ensidigt sned och en basände, som är smal med en långsträckt så kallad kerb, men ensidig skuldra. Detta vapens effektivitet förbättrades sannolikt genom att man använde atlatler. Andra redskap var skrapor (skinnberedning), sticklar (för ben och träarbeten) och ledredskapet för kulturen, redskapet som heter zinken eller skivborr på svenska. Zinken var ett skärredskap av flinta med en karakteristiskt böjd och tillspetsad ände, som redskapstillverkare använde till skära renhornen i delar med, dels till att borra hål med.
Dömer man efter jaktboplatsernas lägen så har man valt ut ställen, där man har kunnat lägga sig i bakhåll för att komma nära bytesdjuren. Renarna följde bestämda rutter på sina vandringar mot söder och norr. Lederna bestämdes av terrängförhållanden som vadställen i dalgångar. På dessa ställen kunde jägarna vid de rätta tiderna på året invänta hjordarna och från sitt bakhåll på nära håll fälla djuren med sina kastspjut. Praktiska försök har visat att avstånd på 15 meter har gett det mest effektiva jaktavståndet. Ett spjut med en kerbspitze av flinta kunde tränga in 32 cm i djuret, utan spets bara 20 cm. När man hade nedlagt ett tillräckligt antal tog slakten vid. En del av köttet torkades och sparades för senare bruk och djurens övriga delar som päls, senor och horn utnyttjades efter behov. 

## Yngre Hamburgkultur

### Klimat och levnadsvillkor
Omkring 12 800 f.Kr. började den första värmeperioden som kallas Bölling (ca. 12 800 f.Kr. – ca. 12 000 f.Kr.). Den genomsnittliga sommartemperatur steg till cirka 15 °C, men somrarna var korta och vintrarna motsvarande långa.
Det sydskandinaviska låglandet var fortsatt en mer eller mindre sammanhängande fastlandsmassa  begränsad i öster av Baltiska issjön  och mot nordväst och väst av det dåtida ishavet. Mot söder låg en stor sjö vid Mecklenburg, avgränsad av  fast land på alla sidor och med avflödet i en ränna mellan Fyn och Langeland som hörde ihop och Sjælland/Lolland/Falster som likaledes hörde ihop.
Landskapet var av parktundratyp med spridda mindre träd och buskar som dvärgbjörk, rönn och polarpil. Klimat och vegetation har dragit till sig ett rikt fågelliv som tranor, dalripa, småfläckig sumphöna, kärrsnäppa, sothöna eller gråtrut, Svanar, änder och gäss, och dessutom lockat däggdjuren ren, vildhäst, hare, räv, varg och järv upp i det sydskandinaviska området och renjägarna följde efter. Dömer man efter boplatsfynden har renen vandrat norrut och söderut efter två olika rutter, dels upp genom östra Jylland, dels över Lolland till Själland och möjligtvis vidare till Skåne, i båda fall var det fastlandsområden avgränsade av dåtiden floder.

### Boplatser, vapen och redskap

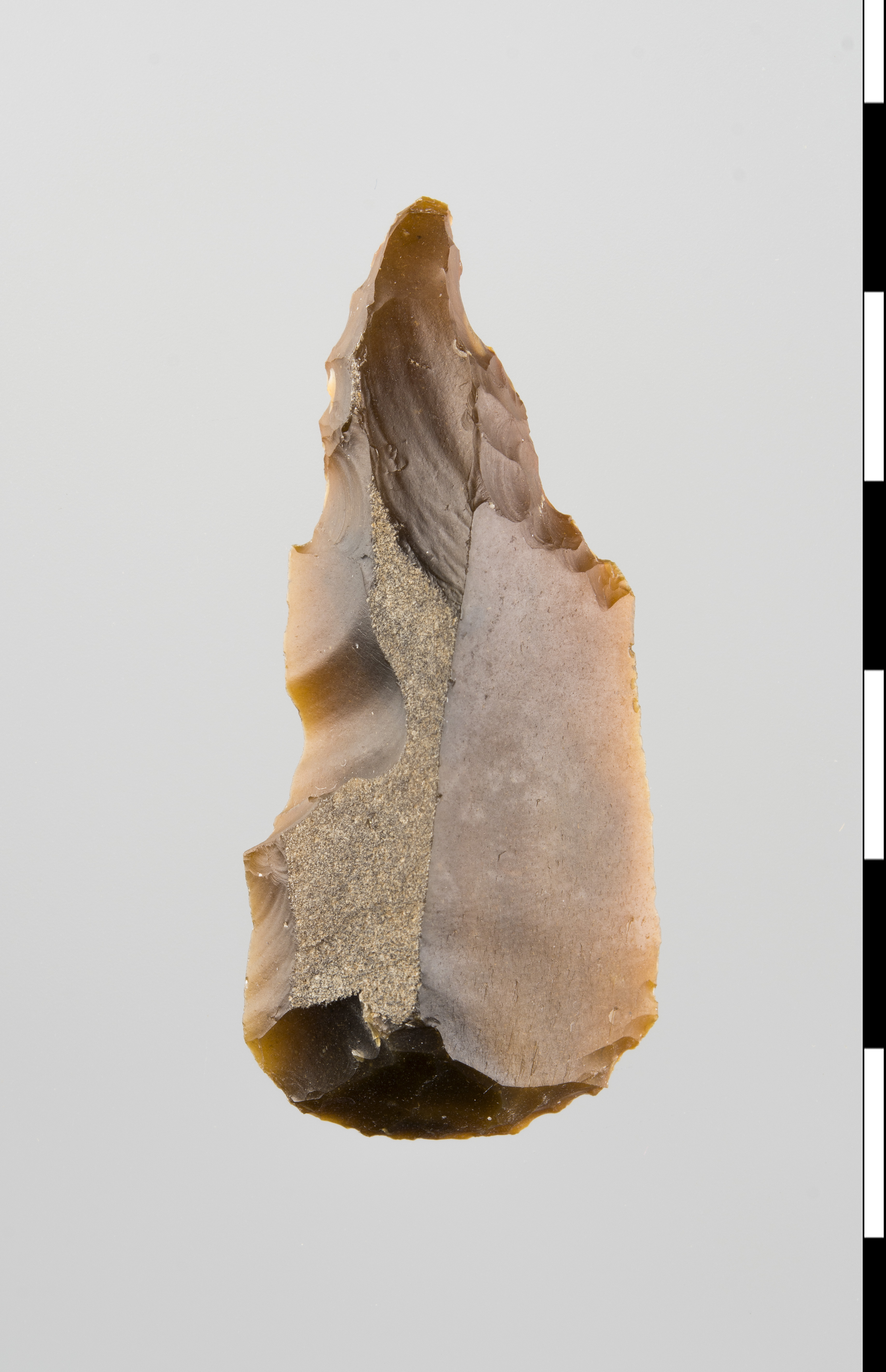
En så kallad skrapa från Hamburgkulturen.

Det ändrade klimatet tycks ha gynnat hamburgjägarnas framryckning i det sydskandinaviska området: Två jaktboplatser vid Jels Övre sjö har använts en kort tid som några veckor och ytterligare två boplatser vid Slotseng. Båda platserna ligger i Sønderjylland samt en vid Sølbjerg på Lolland. Avfallet från boplatsen vid Slotseng gör det möjligt att bestämma användningstiden  till senhösten, från början av september till slutet av december. Boplatserna är belägna på kanten av en tunneldal, som troligen utgjort en vandringsväg för renarna. Boplatserna låg förhållandevis högt på en platå med vid utsikt. Jägarna kunde se renhjorden tidigt och kunde förbereda sig för jakten. Flintbearbetningen har skett på platsen och jägarna har slaktat bytet och kasserat de delar de inte hade bruk för. Avfallet kastades i en närliggande sjö.
Yngre Hamburgkulturs jaktvapen var fortsatt ett kastspjut med en kerbspitze, men nu av så kallad Haveltetyp. Kännetecknade för detta vapen är en skafttunga som alltid är asymmetrisk, den ena uthuggningen, eller skuldran, är kortare än den andra. Skrapor, sticklar och zinken förekommer fortsatt. Karakteristisk for hamburgjägarnas skrapor är en skapad böjd egg samt en retusch längs långsidorna.

## Hamburgkulturfynd i Sverige
I  skriften Senpaleolitikum i Skåne -en studie av materiell kultur och ekonomi hos Sveriges första fångstfolk beskriver författarna på sidorna 51-52 vad som är känt om Sveriges äldsta boplats i Mölleröd:
På en sandig förhöjning vid Mölleröds övningsfält (P2) i Finja socken genomfördes en arkeologisk undersökning under hösten 1991. Utgrävningarna utfördes i form av seminariegrävning för arkeologistuderande vid Lunds Universitet under ledning av Johnny R. Bengtsson. Platsen hade tidigare uppmärksammats, såväl av Ingvar Jönsson som av Anne och Lennart Carlie vid deras inventeringar av stenåldersboplatser i området. Fyndlokalen har benämnts Mölleröd 1 av Carlie och Mölleröd 9 av Jönsson. Äldre kartor visar att förhöjningens södra sluttning låg i direkt anslutning till den forna sjöstranden innan vattennivån i Finjasjön sänktes. Vid  seminariegrävningen framkom framför allt avslag och avfall av flinta men även en zinken tillvaratogs (Bengtsson 1991). Under ledning av Arne Sjöström har ytterligare undersökningar gjorts på platsen under våren 1992 och sommaren 1993. Det äldsta fyndmaterialet från undersökningarna utgörs av en tångespets, som tolkats vara av Hamburgtyp. Dessutom framkom ytterligare några tångepilspetsar som kan vara från senglacial tid (fig. 20). Däremot påträffades inga kulturlager eller anläggningar som kunde knytas till senpaleolitikum.
Lars Larsson har mera utförligt beskrivit platsen i Ale 1994.1991 inriktades undersökningen av Vångamossen av  på en sandig, svag förhöjning vid sjöns norra strand. Förhöjning var  ett område tidigare skadats genom anläggandet av en fotbollsplan. Före Finjasjöns sänkning enligt en karta från 1820,  direkt vid strandkanten. Boplatsen låg på ett näs omgivet av vatten. Öster om platsen finns en långsmal mossmark benämnd Vångamossen, som sträcker norrut. Undersökningen omfattade cirka femtio kvadratmeter. Fyndmaterialet tillhör mestadels Brommekultur. Samtliga föremål påträffades i ploggången. Tidigare hade fyra fragment av tångespetsar av Brommetyp påträffats i markytan som lösfynd. Ytterligare nio spetsar framkom vid utgrävningen. De är fragmentariska och utgör främst tångepartier. Bland skraporna är tre med största sannolikhet av senpaleolitisk ålder. Avslagsmaterialet är begränsat och någon omfattande flinthuggning har inte utförts på platsen.  Fyndens sammansättningen ger att man ägnat sig åt att sätta nya skaft på pilspetsar. Tångespetsarna är tillverkade av  sydvästskånsk senonflinta som Kristianstadsflinta. Kristianstadsflinta av hög kvalitet förekommer norr om Kristianstad. 
Möllerödsboplatsen uppmärksammades genom ett par ytfynd från en plats på andra sidan mossen ungefär 200 m längre österut. Fyndplatsen var belägen inom ett övningsfält för P2. Platsen är känd för fynd av flintföremål. Ytfynden var zinken vilket är ledartefakter för Hamburgkulturen. Den existerade under Bøllingfasen samt under en äldre del av Allerød och är äldre än Brommekulturen. Zinken är en tysk beteckning för en krumborr. Fynden gav anledning till en mindre undersökning av platsen. Fyndplatsen ligger öster om Vångamossen ochoch är en markant förhöjning av sand. I dag har den en höjd av tre meter. Sandbackens södra sluttning låg i direkt anslutning till sandzonen före sjöns sänkning. En strandlinje kan följas från sandbacken till Almaån ungefär 400 meter öster om dagens utlopp ur Finjasjön. Med en tundravegetation var backen en utsiktsplats mot omgivningana och över mot Finjasjöns södra strand. Platsen strategiska läge gjorde att jägarna kunde följa djurens förflyttningar inom ett större område. Det påträffades bara ett mindre antal föremål av paleolitisk ålder.

## Boplatser och fyndplatser

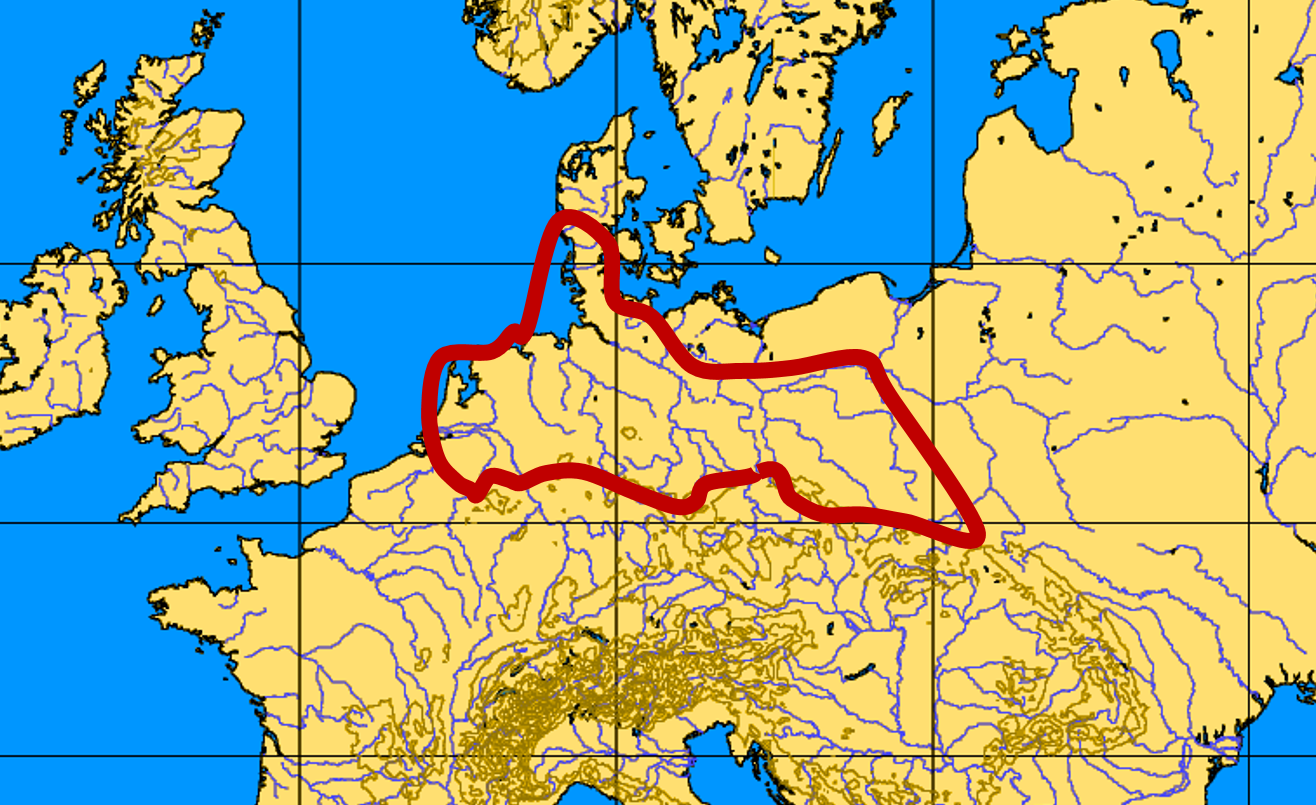
Karta över hamburgkulturens utbredningsområde.

Inom ett avstånd på bara 800 m i nordlig riktning undersökte den tyske arkeologen Alfred Rust ett flertal boplatser i Ahrensburgs tunneldal.
1. Typboplatsen Meiendorf i Ahrensburgdalen nordost om Hamburg är daterad till ca. 12 500-12 000 f.Kr. På  boplatsen fanns bara flinta bevarat men i utkastlagret i den närliggande sjön gjordes rika fynd av organiska material, däribland hundratals renhorn och renben. Man hittade också redskap tillverkade av ben och horn. Skador på benen vittnar om att djuren jagats. Meiendorf var en säsongsboplats, som beboddes på sensommaren och tidig vår.[7] Boplatsen undersöktes 1933-1934 av Alfred Rust.[14]
2. Stellmoor boplatsen har en egen wikisida, Boplatsen undersöktes 1935-1936 av Rust.
3. Ahrensburgskulturen påvisades först vid Stellmoor där en Ahrensburgboplats överlagrar boplatsen från Hamburgkulturen.
4. Borneck ligger i staden Ahrensburg. Undersöktes av A Rust.
5. Bjerlev, Midtjylland. Lösfynd av kerbspitse av hamburgkulturen.
6. Køge Bugt, Sjælland.
7. Poggenwisch boplatsen ligger i Stellmoor och undersöktes 1950-1952 av Alfred Rust.
8. Hasewisch undersöktes 1952 av Alfred Rust.
9. Teltwisch boplatsen undersöktes 1967-1971 av Alfred Rust och andra kollegor.
10. Jelsboplatserna, två boplatser daterade till ca. 13000-12000 f.Kr. vid Jelssjöarna i Sønderjylland som utgrävdes 1981-1984. Knappt 1000 redskap av flinta hittades bland annat pilspetsar, skrapor, sticklar och så kallade zinken, skivborr.
11. Sølbjerg, platsen ligger på västra Lolland. På platsens 12 m höga sandbank, som grävdes ut på 1990-talet hittades en boplats från Ahrensburgkulturen, daterad till 11000-9300 f.Kr. Spritt på backens topp hittades pilspetsar och andra flintredskap att platsen var välbesökt. I närområdet har man vid sökningar hittat minst fyra stora fyndrika boplatser från den 2000 år äldre hamburgkulturen varav två nu är utgrävda.[10]
12. Slotseng, Sønderjylland